# Campionati del mondo di ciclismo su strada 2005 - Cronometro femminile Elite
La cronometro individuale Donne Elite dei Campionati del mondo di ciclismo su strada 2005 fu corsa il 21 settembre 2005 nel territorio circostante Madrid, in Spagna, per un percorso totale di 21,9 km. La svizzera Karin Thürig vinse la medaglia d'oro terminando in 28'51"08.

## Squadre e corridori partecipanti
| N. | Corridore          | Pos. | N. | Corridore         | Pos. | N. | Corridore           | Pos. |
| -- | ------------------ | ---- | -- | ----------------- | ---- | -- | ------------------- | ---- |
| 39 | Agnes Eppers       | 37º  | 26 | Sara Carrigan     | 21º  | 13 | Christiane Soeder   | 11º  |
| 38 | Bogumila Matusiak  | 24º  | 25 | Natasha Maes      | 30º  | 12 | Trixi Worrack       | 36º  |
| 37 | Trine Hansen       | 27º  | 24 | Ol'ga Sljusareva  | 23º  | 11 | Susanne Ljungskog   | 17º  |
| 36 | Grete Treier       | 32º  | 23 | Linda Villumsen   | 29º  | 10 | Edwige Pitel        | 12º  |
| 35 | Susan Palmer-Komar | 19º  | 22 | Teodora Ruano     | 20º  | 9  | Oenone Wood         | 14º  |
| 34 | Amber Neben        | 5º   | 21 | Nicole Brändli    | 15º  | 8  | Zul'fija Zabirova   | 6º   |
| 33 | Priska Doppmann    | 13º  | 20 | Kristin Armstrong | 3º   | 7  | Mirjam Melchers     | 7º   |
| 32 | Bernadette Schober | 35º  | 19 | Daiva Tuslaitė    | 34º  | 6  | Christine Thorburn  | 8º   |
| 31 | Anna Zugno         | 22º  | 18 | Felicia Greer     | 28º  | 5  | Judith Arndt        | 4º   |
| 30 | Madeleine Sandig   | 18º  | 17 | Anna Skawinska    | 38º  | 4  | Svetlana Bubnenkova | 9º   |
| 29 | Melissa Holt       | 26º  | 16 | Kateryna Krasova  | 31º  | 3  | Joane Somarriba     | 2º   |
| 28 | Iryna Špylyova     | 33º  | 15 | Tatiana Guderzo   | 16º  | 2  | Edita Pučinskaitė   | 10º  |
| 27 | Marina Jaunatre    | 25º  | 14 | Anita Valen       | NP   | 1  | Karin Thürig        | 1º   |

## Riassunto
La corsa iniziò con la partenza della boliviana Agnes Kay Eppers Reynders, anche se il primo tra i tempi migliori fu quello della statunitense Amber Neben, che all'intermedio fece registrare un tempo di 15'24" e sul traguardo giunse in 29'48". La connazionale Kristin Armstrong migliorò ulteriormente il tempo al cronometraggio intermedio, abbassandolo di 10 secondi e terminando la prova con quasi 20" di vantaggio dalla Neben. Sara Carrigan e Teodora Ruano, tra le favorite, terminarono lontano dalle migliori. La campionessa uscente Karin Thürig, partita per ultima, fece registrare il miglior intertempo assoluto, fermando il cronometro a 14'53", solo un secondo meglio però della spagnola Joane Somarriba.
Entrambe riuscirono a sorpassare l'atleta partita 1'30" prima di loro, rispettivamente Edita Pučinskaitė e Svetlana Bubnenkova, e sul traguardo arrivarono saccate di soli cinque secondi, favorevoli alla svizzera che confermò così il titolo vinto nel 2004. Il podio fu completato da Kristin Armstrong, staccata di quasi 40 secondi.

## Classifica (Top 10)
| Pos. | Corridore           | Squadra     | Tempo     |
| ---- | ------------------- | ----------- | --------- |
| 1    | Karin Thürig        | Svizzera    | 28'51"08  |
| 2    | Joane Somarriba     | Spagna      | a 5"80    |
| 3    | Kristin Armstrong   | Stati Uniti | a 39"27   |
| 4    | Judith Arndt        | Germania    | a 56"68   |
| 5    | Amber Neben         | Stati Uniti | a 57"06   |
| 6    | Zul'fija Zabirova   | Kazakistan  | a 1'01"84 |
| 7    | Mirjam Melchers     | Paesi Bassi | a 1'02"71 |
| 8    | Christine Thorburn  | Stati Uniti | a 1'13"33 |
| 9    | Svetlana Bubnenkova | Russia      | a 1'38"92 |
| 10   | Edita Pučinskaitė   | Lituania    | a 1'41"38 |